# Hook (film)
Hook je americký dobrodružný fantasy film z roku 1991 režiséra Stevena Spielberga. Jde o netradičně pojatý příběh Petra Pana, kterého zde v hlavní roli ztvárnil Robin Williams, v dalších významných rolích zde vystupuje Dustin Hoffman v roli kapitána pirátů Hooka, dále Julia Robertsová v roli létající víly Zvoněnky. Další role hrají například Maggie Smithová, Bob Hoskins a Caroline Goodallová.
Film je netradiční v tom smyslu, že Petr Pan resp. Petr Banning je zde dospělý muž ve středním věku, usedlý americký právník, který nemá čas na obě své děti. Poté, co společně se svými dětmi letí navštívit do Londýna svoji babičku Wendy, se zde stane něco neočekávaného. Obě jeho děti jsou uneseny kapitánem Hookem do Země Nezemě, načež příletí víla Zvoněnka, která mu připomene jeho dětství, kdy býval Petrem Panem. Víla jej odnese do Země Nezemě, kde se Petr musí nejprve naučit opět létat a poté musí svést souboj o obě své děti s kapitánem Hookem. Poté, co děti vybojuje zpět, se vrátí do reálného světa a svým dětem pak slíbí, že už na ně bude mít vždycky čas.

## Zajímavost
Jde o jeden z prvních snímků, ve kterém vystupuje známá herečka a zpěvačka Gwyneth Paltrow.